# Box-office des réalisateurs dans le monde
Le tableau ci-dessous présente le box-office cumulé des dix réalisateurs qui ont fait le plus de bénéfice (non ajusté avec l'inflation), reprises incluses. Le nombre de films recensé dans le tableau, correspond au nombre de films dont on connaît le box-office.

## Liste
: Indique les réalisateurs ayant un film en cours de diffusion ou de reprise
- Steven Spielberg est en tête de ce classement, devant James Cameron.
- Anthony et Joe Russo sont ceux ayant fait le plus de bénéfice en moyenne par film devant James Cameron.

| Rang | Réalisateur          | Nationalité      | Période d'activité | Nombre de films | Recettes totales (en $) | Moyenne par film (en $) | Film le plus lucratif                                            | Film le plus lucratif |
| Rang | Réalisateur          | Nationalité      | Période d'activité | Nombre de films | Recettes totales (en $) | Moyenne par film (en $) | Film et année                                                    | Recettes (en $)       |
| ---- | -------------------- | ---------------- | ------------------ | --------------- | ----------------------- | ----------------------- | ---------------------------------------------------------------- | --------------------- |
| 1    | Steven Spielberg     | États-Unis       | depuis 1971        | 35              | 10 709 309 151          | 305 980 261             | Jurassic Park (1993)                                             | 1 104 379 926         |
| 2    | James Cameron        | Canada           | depuis 1984        | 10              | 8 705 262 273           | 870 526 227             | Avatar (2009)                                                    | 2 923 706 026         |
| 3    | Anthony et Joe Russo | États-Unis       | depuis 2002        | 7               | 6 763 018 339           | 966 145 477             | Avengers: Endgame (2019)                                         | 2 799 439 100         |
| 4    | Peter Jackson        | Nouvelle-Zélande | depuis 1993        | 13              | 6 553 022 508           | 504 078 654             | Le Seigneur des anneaux : Le Retour du roi (2003)                | 1 138 186 883         |
| 5    | Michael Bay          | États-Unis       | depuis 1995        | 14              | 6 495 849 210           | 463 989 229             | Transformers 3 : La Face cachée de la Lune (2011)                | 1 123 794 079         |
| 6    | David Yates          | Royaume-Uni      | depuis 2007        | 8               | 6 354 627 148           | 794 328 393             | Harry Potter et les Reliques de la Mort : Deuxième Partie (2011) | 1 342 499 744         |
| 7    | Christopher Nolan    | Royaume-Uni      | depuis 1999        | 12              | 6 046 764 157           | 503 897 013             | The Dark Knight Rises (2012)                                     | 1 114 956 628         |
| 8    | Ridley Scott         | Royaume-Uni      | depuis 1977        | 30              | 5 043 593 396           | 168 119 780             | Seul sur Mars (2015)                                             | 630 620 818           |
| 9    | Tim Burton           | États-Unis       | depuis 1988        | 20              | 4 877 728 203           | 243 886 410             | Alice au pays des merveilles (2010)                              | 1 025 468 216         |
| 10   | J. J. Abrams         | États-Unis       | depuis 2006        | 6               | 4 637 580 337           | 772 930 056             | Star Wars, épisode VII : Le Réveil de la Force (2015)            | 2 071 310 218         |

### Box Office Mojo (recettes)
1. ↑  (en) « Jurassic Park (1993) », sur Box Office Mojo (consulté le 11 juillet 2025).
2. ↑  (en) « Avatar (2009) », sur Box Office Mojo (consulté le 11 juillet 2025).
3. ↑  (en) « Avengers: Endgame (2019) », sur Box Office Mojo (consulté le 11 juillet 2025).
4. ↑  (en) « The Lord of the Rings: The Return of the King (2003) », sur Box Office Mojo (consulté le 21 décembre 2023).
5. ↑  (en) « Transformers: Dark of the Moon (2011) », sur Box Office Mojo (consulté le 11 juillet 2025).
6. ↑  (en) « Harry Potter and the Deathly Hallows Part 2 (2011) », sur Box Office Mojo (consulté le 6 avril 2024).
7. ↑  (en) « The Dark Knight Rises (2012) », sur Box Office Mojo (consulté le 11 juillet 2025).
8. ↑  (en) « The Martian (2015) », sur Box Office Mojo (consulté le 11 juillet 2025).
9. ↑  (en) « Alice in Wonderland (2010) », sur Box Office Mojo (consulté le 11 juillet 2025).
10. ↑  (en) « Star Wars: The Force Awakens (2015) », sur Box Office Mojo (consulté le 11 juillet 2025).

### Articles Connexes
- Liste des plus gros succès du box-office mondial
- Box-office des franchises dans le monde
- Box-office des réalisateurs français